# Fédération française des pêcheurs en mer
Fondée en 1956, la Fédération française des pêcheurs en mer (FFPM) dispose d'un agrément du ministère des Sports, ainsi que du ministère de la Transition écologique.
En tant que fédération des pêcheurs en mer, elle a délégation de mission de service public, par le ministère des Sports, pour l'organisation de compétitions en mer et pour la délivrance de titres régionaux, nationaux et internationaux.
La FFPM a pour vocation de fédérer les pêcheurs en mer en France au travers de groupements sportifs (écoles, clubs, détaillants...) ayant pour but la pratique :
– de la pêche sportive en mer (incluant le surfcasting) ;
– de la pêche de plaisance en mer ;
– du casting (lancer Poids de Mer et Casting Léger).
Ces trois disciplines font l'objet de compétitions jusqu'au niveau international. Outre les championnats, la FFPM est également chargée de la validation des records de France pour la captures de prises records.

## Pêcheurs en mer français internationalement reconnus
- Guillaume Fourrier
- Daniel Lopuszanski
- Chrystèle Mesure
- Stéphane Millez
- Fabrice Roehrig
- Jonathan Selleslagh